# Dobre Miasto
Dobre Miasto, tyska: Guttstadt, är en stad i Ermland-Masuriens vojvodskap i nordöstra Polen. Den heliga jungfrumartyren Katarina av Alexandria är stadens skyddspatron.